# Maheshtala
Maheshtala là một thành phố và khu đô thị của quận South Twentyfour Parganas thuộc bang Tây Bengal, Ấn Độ.

## Nhân khẩu
Theo điều tra dân số năm 2001 của Ấn Độ, Maheshtala có dân số 389.214 người. Phái nam chiếm 53% tổng số dân và phái nữ chiếm 47%. Maheshtala có tỷ lệ 69% biết đọc biết viết, cao hơn tỷ lệ trung bình toàn quốc là 59,5%: tỷ lệ cho phái nam là 74%, và tỷ lệ cho phái nữ là 63%. Tại Maheshtala, 11% dân số nhỏ hơn 6 tuổi.